# Polygordius triestinus
Polygordius triestinus is een borstelworm uit de familie Polygordiidae. Het lichaam van de worm bestaat uit een kop, een cilindrisch, gesegmenteerd lichaam en een staartstukje. De kop bestaat uit een prostomium (gedeelte voor de mondopening) en een peristomium (gedeelte rond de mond) en draagt gepaarde aanhangsels (palpen, antennen en cirri).
Polygordius triestinus werd in 1906 voor het eerst wetenschappelijk beschreven door Woltereck in Hempelmann.